# Thomas Fredenhagen
Thomas Fredenhagen (né le 25 octobre 1627 à Lübeck et mort le 20 avril 1709 dans cette même ville) est un marchand, conseiller et mécène de Lübeck à la fin de la Renaissance.
On lui attribue la méthode de vinification du Rotspon.
L'église Sainte-Marie de Lübeck contient un autel à son nom, à la suite d'une donation.